# Kasteel van la Mothe

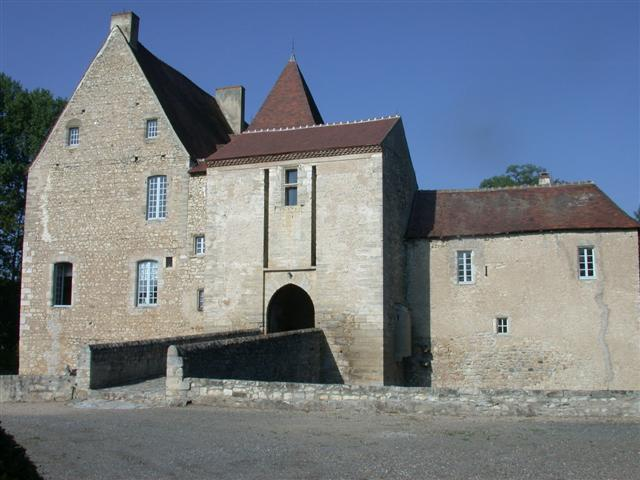
Het Kasteel van la Mothe

Het Kasteel van la Mothe (Frans: Château de la Mothe) is een kasteel in Auvergne bij het plaatsje Vicq. Omdat er weinig van bekend is, volgt onderstaand in het kort de geschiedenis van dit mooie bouwwerk en van haar eigenaren.
Gebouwd aan het einde van de 15de eeuw is het kasteel zo goed als intact gebleven; een fraai toonbeeld van de toenmalige bouwkunst. Op het voorplein staan gebouwen die ogenschijnlijk een agrarische en landelijke bestemming hebben gehad. De plattegrond van het kasteel laat een bijna vierkante vorm zien: rondom omgeven door een slotgracht die tussen de steile muren ligt.
Om de ingangspoort te bereiken, moet men een op twee bogen rustende stenen brug oversteken. De arcade aan de slotzijde dateert uit hooguit einde 18de eeuw en is gebouwd ter vervanging van de vóór die tijd aanwezige ophaalbrug. Het gedeelte van het bouwwerk waarin zich de poort bevindt, vormt het voorportaal tot de versterkte vestingtoren (donjon) die oorspronkelijk drie verdiepingen had. Tijdens de Franse Revolutie werden echter twee lagen van de toren, op last van “Burger” Cariol, afgebroken. In de ruimte onder het poortgewelf is de opening te zien, waar vroeger goederen naar binnen werden gehesen. Vanaf de poort komt men vervolgens op de binnenplaats. De stenen trap die uitgeeft op de binnenplaats, geeft toegang tot het voorgebouw. De galerij verbindt de noordelijk gelegen gebouwen met het hoofdgebouw. De houten steunpalen van de galerij, droegen vroeger in hout gesneden familiewapens van de eerste Seigneurs de la Mothe. Hoewel deze panelen voor de voornoemde Cariol, die belast was met de inspecties van de kastelen in het district Gannat, niet zo’n probleem leken te vormen, besloot de eigenaresse, Madame La Feuillaud, de panelen te laten vernietigen. Dit kon evenwel niet voorkomen dat later alsnog door de officiële inspecteur flinke verwoestingen werden aangericht.
Het kasteel werd gebouwd in de periode tussen 1449 en 1506. Louis d’Arçon, in dat laatste jaar de kasteelheer, was een groot bouwmeester. Hij organiseerde herstelwerkzaamheden aan zijn kasteel en construeerde in de kerk van Vicq een vierkant kapelletje: het bevindt zich ter linkerzijde van het koor, nu afgeschermd door een beschot. Hij liet er tevens een graftombe graven, die nu nog bestaat. In de 18de eeuw werden opnieuw werkzaamheden aan het kasteel uitgevoerd. Claude de Salvert en diens echtgenote, geboren Cuvier de Montsoury, kwamen omstreeks 1720 naar Vicq. Zij begonnen met het vergroten van de vensters in het kasteel om zodoende meer daglicht in de vertrekken te krijgen. De oude schouwen en schoorstenen werden weggehaald en vervangen door houten schoorsteenmantels en schouwen in Louis XV-stijl.

## De eigenaars
Het grondgebied is sedert het einde van 1449 een aantal malen in andere handen overgegaan en verkocht. Na de familie d’Arçon ging door huwelijk het bezit over naar d’Auzon de Montravel, daarna aan François de Cauvisson wiens zoon Louis het grondstuk in 1632 verkocht aan Antoine de Salvert. Het bezit bleef onder de hoede van de familie De Salvert tot het jaar 1788. De koper was Madame Antoinette de la Chaussée, weduwe van Monsieur Claude la Feuillaud. Zij liet het kasteel na aan haar dochter Elisabeth, gehuwd met Monsieur Gilbert Ponthenier. Diens zoon, ook Gilbert genaamd, droeg Vicq over aan zijn dochter Louise, die trouwde met Pierre de Laplanche de Fontenille. Hun erfgenamen verkochten het kasteel in 1919 aan Monsieur Imbert, die dit oude domicilie in stand hield. In 1977 verkocht de schoondochter van Monsieur Imbert het kasteel aan Monsieur en Madame Houdebert.
Zij hebben zelf veel werk verzet bij het restaureren van de gebouwen op het boerenerf, het herstellen van de wanden van de slotgracht, het opnieuw dekken van de daken en het aanleggen van stromend water en elektriciteit. In 1982 werd er in de bijgebouwen een antiquiteitenwinkel geopend. Het is een opmerkelijke restauratie geweest. Het herstel heeft het Château de la Mothe de Vicq het aanzien teruggegeven dat vooral door “liefhebbers van oude stenen en historie” zo op prijs wordt gesteld.